# Kathleen Turner
Kathleen Turner (Springfield, Missouri, 19 de juny de 1954) és una actriu estatunidenca.

## Biografia
Filla de diplomàtic i de professora, viu una infantesa d'exiliada al compàs dels canvis del seu pare. Antiga gimnasta, diplomada per la Universitat de Maryland, comença la seva carrera amb un paper en el serial The Doctors  a final dels anys 1970. Ha estat una de les principals actrius dels anys 1980 abans de reduir velocitat la seva carrera en el transcurs dels anys següents.

### El seu començament en el cinema
El seu primer paper en el cinema li aporta una celebritat immediata: Matty Walker, la seductora astuta i irresistible de Body Heat (1981) il·lustra la seva capacitat per encarnar la dona fatal.
Encadena amb papers de comèdies on triomfa igualment:  The Man with Two Brains  (1983) i sobretot Darrere el cor verd (1984) que li aporta el seu primer èxit de públic i el seu primer premi com a actriu: un Globus d'Or a la millor actriu musical o còmica. Prossegueix amb altres èxits que li permeten trobar prestigiós realitzador: L'honor dels Prizzi de John Huston (que li val un nou Globus d'Or), Peggy Sue es va casar  de Francis Ford Coppola.  The War of the Roses  (1989) li fa trobar el seu company fetitxe Michael Douglas. Posa la seva veu greu i sensual al personatge de Jessica Rabbit a Who Framed Roger Rabbit.

### El forat dels anys 1990
Després d'aquest decenni d'èxit, ja no trobarà més papers d'aquesta mena. Els seus problemes de salut (Poliartritis reumatoide) i l'augment de pes que se'n desprèn ho explica sens dubte en part. Amb tot, impressiona el públic gràcies a papers en què no vacil·la a ridiculitzar el glamur: és la Serial Mum, de John Waters, és la Sra. Lisbon a Virgin Suicides de Sofia Coppola, Sue Collini en la sèrie Californication, i encarna Charles Bing, el pare transvestit de Chandler en la sèrie Friends.

### Els èxits al teatre
Des de 1990, és al teatre on ha conquerit el reconeixement més gran: a Broadway on reprèn amb èxit el paper de Maggie a La gata sobre la teulada de zinc (aconsegueix una nominació als Premis Tony). El 2000, a Londres, reprèn el paper de la Sra. Robinson en l'adaptació teatral de El graduat. El 2005, és escollida pel dramaturg Edward Albee per encarnar Martha a la nova producció novaiorquesa de Qui té por de Virginia Woolf ? (teatre). És de nou un gran èxit de públic i de crítica.

### Reconeixements
El 1986, el cantant austríac Falco li ret homenatge en la cançó The Kiss of Kathleen Turner .

## Filmografia
- 1978: The Doctors, d'Orvin Tovrov (sèrie TV)
- 1981: Foc en el cos (Body Heat), de Lawrence Kasdan
- 1983: L'home amb dos cervells (The Man with Two Brains), de Carl Reiner
- 1984: Darrere el cor verd (Romancing the Stone), de Robert Zemeckis
- 1984: A Breed Apart, de Philippe Mora
- 1984: La passió de China Blue (Crimes of Passion), de Ken Russell
- 1985: L'honor dels Prizzi (Prizzi's Honor), de John Huston
- 1985: La joia del Nil (The Jewel of the Nile), de Lewis Teague
- 1986: GoBots: War of the Rock Lords, de Don Lusk, Ray Patterson et Alan Zaslove (veu
- 1986: Peggy Sue es va casar (Peggy Sue Got Married), de Francis Ford Coppola
- 1987: Júlia i Júlia (Giulia e Giulia), de Peter Del Monte
- 1988: Interferències (Switching Channels), de Ted Kotcheff
- 1988: Qui ha enredat en Roger Rabbit? (Who Framed Roger Rabbit), de Robert Zemeckis (veu)
- 1988: El turista accidental (The Accidental Tourist), de Lawrence Kasdan
- 1989: Tummy Trouble, de Rob Minkoff (veu)
- 1989: La guerra dels Rose (The War of the Roses), de Danny DeVito
- 1990: Roller Coaster Rabbit, de Rob Minkoff (veu)
- 1991: V.I. Warshawski, de Jeff Kanew
- 1993: Naked in New York, de Daniel Algrant
- 1993: Trail Mix-Up, de Barry Cook (veu)
- 1993: House of Cards, de Michael Lessac
- 1993: Compte amb la família Blue (Undercover Blues), de Herbert Ross
- 1994: Una assassina molt especial (Serial Mom), de John Waters
- 1994: Leslie's Folly, de Kathleen Turner (TV)
- 1995: Friends at Last, de John David Coles (TV)
- 1995: Dones sota la lluna (Moonlight and Valentino), de David Anspaugh
- 1996: The Best of Roger Rabbit, de Rob Minkoff (vídeo) (veu)
- 1997: Bad Baby, de Tom Burton (veu)
- 1997: A Simple Wish, de Michael Ritchie
- 1997: The Real Blonde, de Tom DiCillo
- 1998: Stories from My Childhood, de S.T. Aksakov i Gary Stuart Kaplan (sèrie TV) (veu)
- 1998: Legalese, de Glenn Jordan (TV)
- 1999: Baby Geniuses, de Bob Clark
- 1999: The Virgin Suicides, de Sofia Coppola
- 1999: Love and Action in Chicago, de Dwayne Johnson-Cochran (vídeo)
- 2000: Cinderella, de Beeban Kidron (TV)
- 2000: National Geographic Kids: Creepy Creatures, de Cynthia Van Cleef (vídeo) (veu)
- 2000: Beautiful, de Sally Field
- 2000: Prince of Central Park, de John Leekley
- 2001: Friends (Temporada 7): Charles Bing
- 2004: Without Love, de Pascal Arnold et Jean-Marc Barr
- 2008: Marley & Moi de David Frankel: Ms. Kornblut
- 2009: Californication, de Showtime (sèrie TV)
- 2011: The Perfect Family
- 2014: Dumb and Dumber To
- 2021: The Kominsky Method

## Premis i nominacions

### Premis
- 1985: Globus d'Or a la millor actriu musical o còmica per Darrere el cor verd
- 1986: Globus d'Or a la millor actriu musical o còmica per L'honor dels Prizzi

### Nominacions
- 1987: Oscar a la millor actriu per Peggy Sue es va casar
- 1987: Globus d'Or a la millor actriu musical o còmica per Peggy Sue es va casar
- 1990: Globus d'Or a la millor actriu musical o còmica per The War of the Roses
- 2001: Grammy al millor àlbum parlat per The Complete Shakespeare Sonnets
- 2016: Grammy al millor àlbum parlat per Yes Please